# Clay Blair
Clay Blair est un journaliste et écrivain américain, né le 1er mai 1925 et mort le 16 décembre 1998. Surtout connu pour ses livres sur l'histoire militaire, il a rédigé deux douzaines de livres d'histoire et des centaines d'articles de magazines destinés au grand public.

## Biographie
Clay Drewry Blair Jr. naît le 1er mai 1925 à Lexington en Virginie aux États-Unis.
En 1943, pendant la Seconde Guerre mondiale, il s'enrôle dans l'United States Navy.
En 1944, il suit des cours de sous-marinier puis d'officier militaire. Il est ensuite assigné au USS Sperry (AS-12) (en), un navire de service pour sous-marins.
En 1945, Blair est posté sur le sous-marin Guardfish (SS-217).
Il participe aux deux dernières patrouilles de guerre de ce sous-marin près des côtes japonaises.
Blair sert sur le Guardfish en 1946, puis est démobilisé de la Navy.
Par la suite, il s'inscrit à l'université Tulane, puis à l'université Columbia.
À la première, il suit des cours en architecture, mais préfère se rendre à New York pour y suivre des cours à la Columbia School of Journalism.
Il n'a jamais été diplômé de l'une de ces institutions.
Plus tard, il rédige pour les magazines Time et Life. Dans les années 1950, il couvre les activités du Pentagone pour ces deux magazines, se concentrant sur la sécurité nationale et les politiques sur les armes nucléaires,
En parallèle de ses activités en journalisme, il travaille pour la Curtis Publishing Company (en) en tant que correspondant et éditorialiste.
En particulier, il est éditorialiste en chef du Saturday Evening Post au début des années 1960.
Durant son passage, il met l'emphase sur la publication de reportages exclusifs, mais doit aussi faire face à des poursuites en diffamation. Au moins une poursuite a été gagnée par la partie plaignante.
À partir de 1962, Blair est aussi éditorialiste pour tous les autres magazines de Curtis Publishing, tout en maintenant ses activités au Post.
Il quitte la Curtis Publishing en 1964 pendant un conflit sur la prise de contrôle de la société.
Il devient ensuite écrivain pigiste à temps plein.
Vivant dans le Wisconsin, il voyage régulièrement à différents endroits pour rechercher des documents servant à la rédaction de ses livres.
Il a été marié pendant plusieurs années à Joan Blair, qui a co-écrit plusieurs de ses livres.
Avant elle, il était marié à Agnes Kemp Devereux Blair, qui lui a donné sept enfants. Leur mariage s'est terminé par un divorce.
Blair a publié des ouvrages de fiction, comme Pentagon Country (1970).
Ses romans se déroulent souvent dans un cadre militaire et explorent les thèmes de l'ambition et l'hypocrisie.
Il est mort d'une crise cardiaque dans l'île Washington au Wisconsin.

## Rédaction d'ouvrages
L'un des premiers livres de Blair, The Hydrogen Bomb: The Men, The Menace, The Mechanism (1954), a été écrit en collaboration avec James R. Shepley (en), le Washington bureau chief du Time. L'ouvrage a suscité la controverse en avançant que le développement de la bombe H américaine avait été ralenti par les efforts de quelques scientifiques influencés par Robert Oppenheimer et que le Laboratoire national de Los Alamos avait été infiltré par des communistes,.
Bien que le livre ait reçu des critiques positives de la part de beaucoup de journaux et magazines au moment de sa parution, plusieurs scientifiques qui avaient travaillé à Los Alamos au développement de la bombe H ont rapidement émis des communiqués rejetant sa narration.
Des entrevues menées dans les années 1950 (qui ont été publiées des décennies plus tard) ont démontré que la plupart des scientifiques interviewés ont critiqué négativement le livre, y compris ceux qui ont été décrits positivement dans le livre.
Des études académiques subséquentes ont démontré que le discours de Shepley et Blair était régulièrement inexact et que les deux étaient guidés par l'un des plus fervents partisans de la bombe H, également antagoniste régulier de Robert Oppenheimer, Lewis Strauss.
Blair a été autorisé à co-rédiger l'autobiographie du général Omar Bradley, A General's Life, publié en 1983 après la mort de Bradley.
Son histoire de la guerre de Corée, The Forgotten War: America in Korea, 1950–1953 (1987), a été jugée comme étant l'un des meilleurs ouvrages au moment de sa publication. Il y critique les hommes politiques seniors et les chefs militaires américains. Il critique le président américain Harry S. Truman et son secrétaire à la Défense Louis A. Johnson pour leur décision de réduire la puissance militaire américaine dans les années qui suivent la Seconde Guerre mondiale. Blair met l'emphase sur les influences des grandes opérations et les perspectives des généraux et des officiers sur le terrain. Il a été critiqué par quelques historiens pour avoir négligé les sources publiés par des communistes.
Blair a régulièrement rédigé sur la guerre sous-marine de la Seconde Guerre mondiale, notamment le best-seller Silent Victory: The U.S. Submarine War Against Japan (1975), considéré comme l'un des meilleurs ouvrages sur la guerre sous-marine pendant la guerre du Pacifique,,,.
Silent Victory est aussi son livre le plus connu.
Ce livre et plusieurs autres qu'il a rédigés avec sa femme Joan, ont été choisis par différents clubs des livres mensuels, l'audience visée par les deux auteurs.
Les deux derniers livres de Blair sont : Hitler's U-Boat War: The Hunters, 1939–1942 (1996) et Hitler's U-Boat War: The Hunted, 1942–1945 (1998). Le premier a été critiqué par Gary E. Weir, membre du Naval History & Heritage Command de l'US Navy.
Il a souligné le manque de sources dans l'ouvrage, l'incapacité de Blair de lire l'allemand (et donc sa dépendance aux traductions), son refus de consulter les archives militaires allemandes, sa non-consultation du livre de référence sur les sous-marins allemands, Die deutsche Seekriegsleitung, 1935-1945, de Michael Salewski, ainsi que son « parti pris douloureusement évident en faveur de la marine américaine, et des expressions de sarcasme stéréotypé à l'égard des Français et des Italiens »,. 
Weir a écrit que Blair « a manqué la cible » en ignorant la nature « techniquement et stratégiquement révolutionnaire » des Unterseeboot type XXI.
Weir a rejeté les hypothèses de base de Blair, notamment que la marine allemande était primitive et anachronique. Pour toutes ces raisons, il a déclaré que Hitler's U-Boat War est une « chronique handicapée »,.

## Ouvrages
Cette liste a été rédigée à partir d'une exposition virtuelle sur le travail de Clay Blair, Jr .
Non-fiction
- The Atomic Submarine and Admiral Rickover (Henry Holt, 1954)
- (avec James R. Shepley) The Hydrogen Bomb: The Men, The Menace, The Mechanism (David McKay, 1954)
- Beyond Courage (David McKay, 1955)
- (avec William R. Anderson) Nautilus 90 North (World Publishing, 1959)
- Diving for Pleasure and Treasure (World Publishing, 1960)
- Always Another Dawn: The Story of a Rocket Test Pilot (World Publishing, 1960) [A. Scott Crossfield with Clay Blair Jr.]
- The Strange Case of James Earl Ray (Bantam, 1969)
- Survive! (Berkley Publishing, 1973)
- Silent Victory: The U.S. Submarine War Against Japan (J.B. Lippincott, 1975)
- (avec Joan Blair) The Search for J.F.K. (Berkley Publishing, 1976)
- MacArthur: Korea and the Undoing of an American Hero (Doubleday, 1977)
- Combat Patrol (Bantam, 1978) [version réduite de Silent Victory]
- (avec Joan Blair) Return from The River Kwai (Simon & Schuster, 1979)
- Beyond Courage: Escape Tales of Airmen in the Korean War (Ballantine Books, 1983)
- (avec Omar N. Bradley) A General's Life: An Autobiography by General of the Army, Omar N. Bradley (Simon & Schuster, 1983)
- Ridgeway's Paratroopers: The American Airborne in World War II (Dial Press, 1985)
- The Forgotten War: America in Korea, 1950–1953 (Times Books, 1987)
- Hitler's U-Boat War: The Hunters, 1939–1942 (Random House, 1996)
- Hitler's U-Boat War: The Hunted, 1942–1945 (Random House, 1998)

Fiction
- The Board Room (E.P. Dutton, 1969)
- The Archbishop (World Publishing, 1970)
- Pentagon Country (McGraw-Hill, 1971)
- (avec Joan Blair) Scuba! (Bantam, 1977)
- (avec Joan Blair) Mission Tokyo Bay (Bantam, 1980)
- (avec Joan Blair) Swordray's First Three Patrols (Bantam, 1980)

Nègre
- Valley of the Shadow (David McKay, 1955) [par le Major Ward Millar]
- The Voyage of the Nina II (World Publishing, 1963) [par Robert Marx]

### Citations originales
1. ↑  (en) « painfully obvious bias in favor of the U.S. Navy, and expressions of stereotypical sarcasm aimed at the French and Italians »
2. ↑  (en) « missed the point »
3. ↑  (en) « technically and strategically revolutionary »
4. ↑  (en) « handicapped chronicle »